# 美麗異齒䲁
美麗異齒䲁（學名：Ecsenius pulcher），又稱美麗無鬚䲁，為輻鰭魚綱鳚形目䲁科異齒䲁屬的一種，分布於西印度洋波斯灣、阿曼灣至印度半島西北部海域，本魚體延長，稍側扁，似圓柱狀；頭鈍短。前鼻孔具一鼻鬚；無眼上鬚及頸鬚，後犬齒，兩側各一個，側線無垂直孔對，頭部和身體的顏色為均勻的深灰棕色，背部為深棕色，腹部為白色，身體後部呈橙黃色，帶有狹窄的深色條紋，背鰭硬棘12-14枚、背鰭軟條18-20枚、臀鰭硬棘2枚、臀鰭軟條19-23枚，體長可達11公分，棲息在珊瑚礁區，以藻類為食，雌魚產附著性卵，雄魚有護卵行為，幼魚為浮游性，生活習性不明，可做為觀賞魚。